# Stolnici
Stolnici – wieś w Rumunii, w okręgu Ardżesz, w gminie Stolnici. W 2011 roku liczyła 1341 mieszkańców.